# Cisticola pipiens
Cisticola pipiens е вид птица от семейство Cisticolidae.

## Разпространение
Видът е разпространен в Ангола, Ботсвана, Бурунди, Демократична република Конго, Намибия, Танзания, Замбия и Зимбабве.